# 양산 광천사 금강반야바라밀경 권하
양산 광천사 금강반야바라밀경 권하(梁山 光天寺 金剛般若波羅蜜經 卷下)는 대한민국 경상남도 양산시 하북면 백록리, 광천사에 있는 불경이다.
2013년 5월 2일 경상남도의 유형문화재 제536호 양산광천사소장금강반야바라밀경(하권)으로 지정되었다가, 2018년 12월 20일 현재의 명칭으로 변경되었다.

## 개요
양산 광천사 소장 금강반야바라밀경(하권)은 1679년(숙종 5) 울산 운흥사에서 간행된 것으로 가행시기, 간행처가 분명해 조선시대 불서간행에 중요 자료가 인정된다.

## 참고 문헌
- 양산 광천사 금강반야바라밀경 권하 - 국가유산청 국가유산포털